# Olivia Nicosia
Olivia Nicosia est une actrice française, notamment active dans le doublage.

## Biographie
Olivia Nicosia est diplômée d'un BAC A3, option théâtre.
Après avoir suivi plusieurs cours d'art dramatique, elle s'initie au doublage par le biais d'un stage AFDAS ou elle rencontre de nombreux directeurs de plateaux tels que Catherine Le Lann, Guillaume Orsat, Magali Barney, Blanche Ravalec ou encore Philippe Carbonnier.
Elle participe notamment à la plupart des créations du metteur en scène Patrick Verschueren au théâtre Ephéméride.
Elle est également chanteuse. Elle s'est produite dans toute la France avec son tour de chant : Voyage autour du monde qui mêle musiques et langues de tous pays. Elle y est accompagnée à la guitare, l'accordéon et à la contrebasse.

## Chant
- 2005-2011 : Voyage autour du monde
- 2007 : Je ne sais pas si la mer
- 2007 : Ensemble avec Goytisolo

## Théâtre
- 1997-1998 : T.D.M 3 de Didier-Georges Gabily, mise en scène de Manuel Rozoy
- 1998 : Escalade ordinaire de Werner Schwab, mise en scène de Patrick Verschueren
- 1998 : Europa de René Kalisky, mise en scène de Patrick Verschueren
- 1999 : Baal de Bertolt Brecht, mise en scène de Patrick Verschueren
- 1999-2001 : Après j'en aurai fini de Jean-Luc Lagarce, mise en scène de Manuel Rozoy
- 2000 : Turandot de Ferruccio Busoni, mise en scène de Marie-Christine Garay et Xavier Vassard
- 2001-2002 : Si c'est un homme de Primo Levi, mise en scène de Manuel Rozoy
- 2003 : Révolte, mise en scène de Manuel Rozoy
- 2004 : Soir bleu, soir rose de Perrine Griselin, mise en scène de Manuel Rozoy
- 2006-2007 : Noces de sang de Federico Garcia Lorca, mise en scène de Patrice Douchet
- 2008-2010 : Le petit rocher de Chantal Lavallée, mise en scène de Claire Cafaro

## Filmographie

### Cinéma

#### Courts métrages
- 2002 : Hôtel des Acacias de Thomas Chatelet
- 2004 : La stratégie de l’opossum de Mathieu Vinel

### Télévision

#### Séries télévisées
- 2008 : La Main blanche de Dennis Berry

### Web-série
- 2008-2009 : Enjoy the Silence de Jean-François Auguste et Marc Lainé

## Doublage

### Cinéma

#### Films
- Olivia Munn dans :
  - Délivre-nous du mal (2014) : Jen Sarchie
  - The Predator (2018) : Dr Casey Bracket
  - Buddy Games (2019) : Tiffany

- Stella Schnabel dans :
  - Life (2015) : Norma Stock
  - At Eternity's Gate (2018) : Gaby

- Meera Rohit Kumbhani dans :
  - Une drôle de fin (2018) : Elaine
  - Le Goût du vin (2020) : Leann

- 2005 : Paheli : Lachchi (Rani Mukerji)
- 2009 : Whisky mit Wodka : Melanie (Karina Plachetka)
- 2011 : En quarantaine 2 : Jenny (Mercedes Masöhn)
- 2011 : L'amour a ses raisons : Micol (Laura Chiatti)
- 2011 : Détour mortel 4 : Jenna (Terra Vnesa)
- 2012 : Song for Marion : Elizabeth (Gemma Arterton)
- 2012 : Upside Down : Miss Maguire (Janine Theriault)
- 2012 : Purge : Ingel (Krista Kosonen)
- 2013 : The Flu : Kim In-hye (Soo Ae)
- 2013 : Paranoia : Emma Jennings (Amber Heard)
- 2013 : Supercollider (en) : Natalie Susskind (Amy Bailey (en))
- 2014 : RoboCop : Kelly (Maura Grierson)
- 2014 : Le Promeneur d'oiseau : Ren Quan Ying (Xiao Ran Li)
- 2014 : Le Juge : Carla (Leighton Meester)
- 2015 : Sinister 2 : Courtney Collins (Shannyn Sossamon)
- 2015 : Joy : Cindy (Drena De Niro)
- 2016 : Roger Corman's Death Race 2050 : Annie Sullivan (Marci Miller)
- 2017 : Security : Ruby (Gabriella Wright)
- 2018 : Mamma Mia! Here We Go Again : Rosie, jeune (Alexa Davies)
- 2018 : Halloween : Dana Hanes (Rhian Rees)
- 2018 : The Holiday Calendar : Sarah Sutton (Genelle Williams)
- 2021 : Tom et Jerry : Preeta (Pallavi Sharda)
- 2021 : Dans les yeux de Tammy Faye : ? (?)
- 2023 : Little Dixie (de) : ? (?)
- 2023 : Unseen (en) : Sam (Jolene Purdy)
- 2023 : Inquiétude : Lily (Rachelle Goulding)
- 2023 : Familia (it) : Julia (Cassandra Ciangherotti (es))
- 2023 : Ils étaient un seul homme : Hazel Ulbrickson (Courtney Henggeler)
- 2024 : Cassino à Ischia : Carla (Jennifer Mischiati (it))
- 2024 : Harold et le Crayon magique : ? (?)
- 2024 : A Real Pain : ? (?)
- 2025 : Bullet Train Explosion : Yuko Kagami (Machiko Ono)

### Télévision

#### Téléfilms
- Skyler Vallo dans :
  - Le Profil de la honte (2013) : Haylee
  - D'amour et de feu (2014) : Jessica
  - Romance à l'hôtel (2016) : Tammy Denton

- Sunita Prasad (en) dans :
  - Mon amoureux de Noël (2018) : Bianca
  - Réunis par le destin (2019) : Cassidy
  - En route vers le mariage : Le Retour de mon ex (2019) : Jen

- Kaitlin Doubleday dans :
  - Le Prix d'une vie (2011) : Kate Johnson
  - Le Noël des sœurs March (2012) : Meg March

- Amy Bailey (en) dans :
  - La Légende de Boogeyman (2012) : Rebecca Asher
  - Taken : À la recherche de Sophie Parker (2013) : Nadia

- Alice Dwyer dans :
  - Maria la battante 2 : Au nom de toutes les femmes (2013) : Vivian Altmann
  - La Fille aux neuf perruques (2013) : Saskia Ritter

- Kayla Ewell dans :
  - La Demande en mariage (2015) : Lena
  - Une mère en détresse (2014) : Rachel

- Pascale Hutton (en) dans :
  - Coach en mariage et... célibataire ! (2017) : Molly White
  - Coach en mariage et... amoureuse (2018) : Molly White

- 2010 : Le Mystère du papillon : Marka (Jessica Ginkel (de))
- 2011 : La Belle et le pilote : Tandi (Doja Cat)
- 2011 : La Tentation d'aimer : Kathi (Heike Koslowski (de))
- 2011 : Au cœur de l'amour : Marianne Dashwood (Marla Sokoloff)
- 2012 : Carta a Eva : Lilian (Malena Alterio)
- 2012 : The Girl : Josephine Milton (Candice D'Arcy)
- 2013 : Soirée filles : Kim (Antonia Bernath)
- 2014 : Sophia Grace & Rosie's Royal Adventure : Phyllis Bundt (Amy Louise Wilson)
- 2014 : Unis par le sang : Lauren Malone (Taylor Cole)
- 2014 : Le Campus de la honte : Sophia Davis (Ashanti Bromfield)
- 2014 : Dans l'engrenage de l'amour : Brianna Heath (Meghan Gabruch)
- 2015 : Childhood's End : Les Enfants d'Icare : Amy Morrel (Hayley Magnus (en))
- 2015 : Trafic d'adolescents : l'inspecteur Cordoba (Sabrina Perez)
- 2015 : Meteor Assault : Maggie Thomas (Emilie Ullerup)
- 2016 : Petits meurtres et confidences : Malinda Barnes (Carmel Amit (arz))
- 2016 : Die Dasslers : Freidl (Hannah Herzsprung)
- 2016 : Toni Braxton : Une chanteuse sacrifiée : Traci Braxton (Cortney Scott Wright)
- 2016 : Diagnostic : Délicieux : Nina Kirby (Maya Stojan)
- 2017 : Mon prince de Noël : Samantha Logan (Alexis Knapp)
- 2017 : Coup de foudre et imprévus : China Howe (Kristen Marie Jensen)
- 2018 : Coup de foudre sur une mélodie de Noël : Penelope (Alison Araya)
- 2018 : Les Cicatrices du passé : Penny (Ashley Gallegos)
- 2018 : Un homme chanceux : Jakobe Salomon (Katrine Greis-Rosenthal)
- 2018 : Noël à Crystal Falls : Ashley Jules (Taylor Hastings)
- 2018 : L'Autre Femme de mon mari : Diane (Katarina Korša)
- 2018 : Le Bonheur en cadeau : Amber (Mishael Morgan (en))
- 2018 : Wer hat eigentlich die Liebe erfunden ? : Marion (Sabine Timoteo)
- 2018 : Accusée de meurtre à 17 ans : l'inspecteur Lynn Grinly (Puja Uppal)
- 2018 : Mon amoureux secret : Leanne Morrison (Tara Yelland)
- 2019 : Un coup de foudre malgré eux : Sophie Everson (Kate Isaac)
- 2019 : Réveillon à la vanille : Gloria Jones (Caroline Keeler)
- 2019 : Un Noël magique à Rome : Francesca Gianelli (Fernanda Diniz)
- 2020 : Hantée par mon passé : Delilah Brenner (Melina Bartzokis)
- 2020 : Jamais sans toi : Tracey (Nina Kiri (en))
- 2020 : Casting pour un papa : Fernanda (Silvia Navarro)
- 2021 : Séduite par l'homme de ma fille : Penny Jackson (Dayle McLeod)
- 2021 : Terreur sur le lac : Tara (Catherine Lidstone)
- 2023 : Dans la peau de ma fille : Lana (Courtney James Clark)

#### Séries télévisées
- Mercedes Mason dans (4 séries) :
  - Three Rivers (2009-2010) : Vanessa (4 épisodes)
  - The Rookie : Le Flic de Los Angeles (2018-2021) : la capitaine Zoe Andersen (16 épisodes)
  - The L Word: Generation Q (2019-2020) : Lena (saison 1)
  - American Horror Stories (2021) : Michelle (saison 1, épisode 7)

- Melia Kreiling dans (4 séries) :
  - The Borgias (2012-2013) : Bianca (4 épisodes)
  - La Bible (2013) : Bethsabée (mini-série)
  - Tyrant (2015-2016) : Daliyah Al-Yazbek (20 épisodes)
  - Filthy Rich (2020) : Ginger Sweet (10 épisodes)

- Kristen Connolly dans :
  - Nurse Jackie (2009) : Mme Vogal (saison 1, épisode 4)
  - Zoo (2015-2017) : Jamie Campbell (39 épisodes)
  - Prodigal Son (2019) : Beth Saverstein (saison 1, épisode 9)

- Wynn Everett (en) dans :
  - Grey's Anatomy (2010) : Christy Cornell (saison 7, épisode 7)
  - Vegas (2013) : Hazel (épisode 19)
  - Mind Games (2014) : Claire Edwards (5 épisodes)

- Kaitlin Doubleday dans :
  - Hung (2011) : Logan Lewis (saison 3)
  - Royal Pains (2013) : Ally Cunningham (saison 5, épisode 9)
  - The Glades (2013) : Trina Burns (saison 4, épisode 3)

- Britt Lower dans :
  - New York, unité spéciale (2012) : Jess Hardwick (saison 13, épisode 22)
  - Ghosted (2017-2018) : Claire Jennifer (3 épisodes)
  - American Horror Stories (2022) : Fay Mallow (saison 2, épisode 6)

- Olivia Munn dans :
  - New Girl (2012-2013) : Angie (saison 2)
  - The Newsroom (2012-2014) : Sloan Sabbith (25 épisodes)
  - Vrais voisins, faux amis (depuis 2025) : Samantha « Sam » Levitt

- Marina Squerciati dans :
  - Chicago Police Department (depuis 2014) : l'officier Kim Burgess (208 épisodes - en cours)
  - Chicago Fire (2014-2020) : l'officier Kim Burgess (23 épisodes)
  - Chicago Med (2015-2022) : l'officier Kim Burgess (8 épisodes)

- Cristin Milioti dans :
  - The Good Wife (2010) : Onya Eggertson (saison 2, épisode 1)
  - The Mindy Project (2015) : Whitney (1re voix - saison 3, épisode 20)

- Kathleen Munroe dans :
  - Against the Wall (2011) : Eileen (épisode 13)
  - Nikita (2011) : Leela Kantaria (saison 1, épisode 13)

- Amrita Acharia dans :
  - Game of Thrones (2011-2012) : Irri (13 épisodes)
  - The Sister (en) (2020) : Holly Fox (mini-série)

- Georgina Haig dans :
  - Fringe (2012) : Henrietta « Etta » Bishop (7 épisodes)
  - Reckless : La Loi de Charleston (2014) : Lee Anne Marcus (13 épisodes)

- Rachael Ancheril dans :
  - Jessica King (2012) : Charlene Francis (saison 2, épisode 4)
  - Star Trek: Discovery (2019-2022) : le commandeur Nhan (14 épisodes)

- Maya Stojan dans :
  - Castle (2013-2015) : Tory Ellis (2e voix, saisons 6 et 7)
  - Marvel : Les Agents du SHIELD (2014-2015) : Kara Palamas / Agent 33 (saison 2)

- Carmel Amit dans :
  - Mistresses (2013) : Ariella Greenburg (saison 3)
  - Virgin River (2020) : Jamie (saison 2)

- Zuleikha Robinson dans :
  - Following (2015) : Gwen (15 épisodes)
  - New York, unité spéciale (2019-2020) : Vanessa Hadid (saison 21)

- Jaina Lee Ortiz dans :
  - Rosewood (2015-2017) : l'inspecteur Annalise Villa (44 épisodes)
  - Grey's Anatomy (2018) : Andrea « Andy » Herrera (1re voix - saison 14, épisode 13)

- Annapurna Sriram dans :
  - Billions (2016) : Tara Mohr (saison 1)
  - Blacklist (2016) : Odette (saison 4)

- Katharina Schüttler dans :
  - Dogs of Berlin (2018) : Paula Grimmer (10 épisodes)
  - The Signal (2024) : Nora (mini-série)

- Lauren Patten dans :
  - Succession (2018) : Angela (saison 1, épisode 8)
  - Meurtres et Autres Complications (2024) : Anna (10 épisodes)

- Lizzy Caplan dans :
  - Castle Rock (2019) : Annie Wilkes (saison 2)
  - Liaison fatale (2023) : Alex Forrest (mini-série)

- Piper Perabo dans :
  - Penny Dreadful: City of Angels (2020) : Linda Craft (6 épisodes)
  - Billions (2022-2023) : Andy Salter (9 épisodes)

- 2008 : Harley Street (en) : Danni Lacey (Christie Morven) (saison 1, épisode 1)
- 2009 : Nurse Jackie : Bonnie (Anna Koonin) (saison 1, épisode 3)
- 2009 : The Good Wife : Sandra Pai (Luisa D'Oliveira) (saison 1, épisode 1)
- 2010 : Mentalist : Layla Bloom (Marisa Bernal) (saison 3, épisode 10) et Rosalind Harker (Alicia Witt) (1 épisode)
- 2010 : La Vie de croisière de Zack et Cody : Willa Fink (Linsey Godfrey) (saison 3, épisode 13)
- 2010 : Blue Bloods : Sydney Davenport (Dylan Moore) (saison 1)
- 2010 : Trois Bagues au doigt : ? (?) (mini-série)
- 2010-2011 : Brothers and Sisters : Ginny Lawford (Marguerite Moreau) (saison 4, épisodes 15 et 16) et Lori Lynn (Trieste Kelly Dunn) (saison 5, épisode 22)
- 2010-2012 : Gossip Girl : Juliet Sharp (Katie Cassidy) (12 épisodes)
- 2011 : NCIS : Los Angeles : Larissa Bay (Lois Atkins) (saison 2, épisode 12)
- 2011 : 2 Broke Girls : Semhar (Megan Heyn) (saison 1, épisode 7)
- 2011 : The Cape : Janet Peck (Alicia Lagano) (saison 1, épisode 7)
- 2011 : Hawaii 5-0 : Susan (Vanessa Lachey) (saison 1, épisode 17) et Katie Kamalei (Boni Yanagisawa) (saison 1, épisode 18)
- 2011 : New York, section criminelle : Vanessa (Alexandra Silber) (saison 10, épisode 4)
- 2011 : The Defenders : Lona (Ellen Woglom) (épisode 12)
- 2011 : Fringe : Dr Rosa Oporto (Françoise Yip) (saison 3, épisode 18)
- 2011-2012 : La Loi selon Harry : Chunhua Lao (Irene Keng) (18 épisodes)
- 2012 : Jessica King : Alicia Pratta (Cara Gee) (saison 2, épisode 10) et Clover Harcourt (Casey Hudecki) (saison 2, épisode 7)
- 2012 : Being Human : Chelsea (Catherine Bérubé) (saison 2, épisode 12)
- 2012 : Awake : Kate Porter (Brianna Brown) (saison 2, épisode 4)
- 2012 : A Gifted Man : Maria (Victoria Cartagena) (saison 1, épisode 6)
- 2012 : Partners : Lorraine (Paula Christensen) (7 épisodes)
- 2012 : Desperate Housewives : Jennifer (Linsdey Kraft) (saison 8, épisode 23)
- 2012 : New York, unité spéciale : Jess Hardwick (Britt Lower) (saison 13, épisode 22)
- 2012 : Les Enquêtes de Murdoch : Minnie Duggan (Bryn McAuley) (saison 5, épisode 8)
- 2012 : The Killing : Eva Lauersen (Neel Rønholt) (9 épisodes)
- 2012 : Hollywood Heights : Hannah (Heather Snell) (3 épisodes)
- 2012 : True Blood : Chelsea (Skyler Vallo) (saison 5)
- 2013 : Nikita : Rachel (Jessica Camacho) (saison 3)
- 2013 : Following : Jennifer Mason (Jeananne Goossen) (saison 1, épisodes 1 et 3)
- 2013 : Spartacus : Kore (Jenna Lind) (saison 3)
- 2013 : Scandal : l'agent Laura Kenney (Aarti Mann) (saison 3, épisode 3)
- 2013 : The Listener : Rachel Masterson (Mishael Morgan) (saison 4, épisode 11)
- 2013 : La Semaine de Vérité : Katharina (Palina Rojinski) (9 épisodes)
- 2013 : Hercule Poirot : Alice Cunningham (Eleanor Tomlinson) (saison 13, épisode 4)
- 2013-2014 : Supernatural : Abaddon (Alaina Huffman) (8 épisodes)
- 2013-2014 : Under the Dome : Dodee Weaver (Jolene Purdy) (9 épisodes)
- 2013-2015 : Crossing Lines : Arabela Seeger (Lara Rossi) (26 épisodes)
- 2014 : Taxi Brooklyn : Tamina Byarshan (Sibylla Deen) (épisodes 5 et 8)
- 2014 : Grimm : Larissa (Angela Gots) (saison 3, épisode 9)
- 2014 : Justified : Allison Brander (Amy Smart) (saison 5)
- 2017-2020 : C.B. Strike : Ilsa Herbert (Caitlin Innes Edwards)
- 2019 : Fleabag : ? ( ? ) (saison 2)
- 2019-2021 : Work in Progress : Campbell (Celeste Pechous) (18 épisodes)
- 2020-2022 : The Flight Attendant : Cecilia (Briana Cuoco) (4 épisodes)
- 2021 : Squid Game : Kang Sae-byeok (Jung Ho-yeon) (saison 1)
- 2021 : Why Women Kill : Brenda (Cynthia Quiles) (saison 2)
- 2021-2022 : See : Charlotte (Olivia Cheng (en)) (16 épisodes)
- 2021-2022 : Firebite (en) : Kitty Sinclair (Ngaire Pigram (en)) (7 épisodes)
- depuis 2021 : La Cité invisible : Inês (Alessandra Negrini)
- 2022 : Somebody : Gong-joo (Kang Ji-eun)
- 2022 : The Man Who Fell to Earth : Vicki (Quelin Sepulveda) (épisodes 1 et 2)
- 2022 : Hot Skull : Şule (Hazal Subaşı (tr)) (mini-série)
- 2022 : American Horror Stories : Faye (Maryssa Menendez) (saison 2, épisode 1)
- 2022 : Belascoarán, détective privé : Kassandra (Paulina Dávila) (mini-série)
- 2022 : Chloé : Cathy (Alexandra D'Sa) (mini-série)
- 2020 / 2022 : Les Enquêtes de Vera : Laura Whitelock (Amaka Okafor) (saison 10, épisode 1) et Joanne Smith (Catherine Dryden) (saison 11, épisode 6)
- depuis 2022 : The Cleaning Lady (en) : Nadia Morales (Eva De Dominici)
- depuis 2022 : Ag3nda : la prof de maths (Stella Rotondaro (it))
- 2023 : Extrapolations : Martine Gilbert (Elizabeth Maille) (saison 1, épisode 1)
- 2023 : Swarm : Erica (Karen Rodriguez) (épisodes 1 et 5)
- 2023 : The Afterparty : ? (?) (saison 2)
- 2023 : One Piece : Makino (Kathleen Stephens) (saison 1)
- 2023 : À l'ombre des Magnolias : Genevieve (Nikki Estridge) (saison 3)
- 2024 : Les Frères Sun : Alexis (Highdee Kuan)
- 2024 : A Killer Paradox (en) : la mère de Tang [Qui ?]
- 2024 : Cross : Oracene Massey (Sharon Taylor)
- 2024 : Dune: Prophecy : Sœur Emeline (Aoife Hinds (en))
- 2024 : Adorazione (en) : Camilla (Silvia Morigi)
- 2024 : Wonderboys (it) : Francesca (Ivana Lotito (it))

#### Séries d'animation
- 2009-2011 : Saint Seiya: The Lost Canvas : Pandore
- 2011-2012 : Angels, l'alliance des anges : Blue (saison 2)
- 2022 : Chainsaw Man : Akane
- 2024 : Transformers : EarthSpark : V.A.L.

### Jeux vidéo
- 2011 : Star Wars: The Old Republic : Lana Beniko
- 2014 : Dragon Age Inquisition : Sera
- 2014 : Watch Dogs : voix additionnelles
- 2015 : Final Fantasy XIV: Heavensward : Hilda
- 2016 : Call of Duty: Infinite Warfare : voix additionnelles
- 2017 : Star Wars Battlefront II : voix additionnelles
- 2018 : Overwatch : Ashe
- 2019 : Resident Evil 2 : Ada Wong
- 2020 : Star Wars: Squadrons : Rella Sol
- 2021 : Ratchet and Clank: Rift Apart : voix additionnelles
- 2022 : Overwatch 2 : Ashe
- 2022 : God of War: Ragnarök : Gna
- 2023 : Resident Evil 4 : Ada Wong
- 2023 : Final Fantasy XVI : Tarja